# Seigneurie d'Argenteuil
Pour les articles homonymes, voir Argenteuil.
La seigneurie d'Argenteuil est une seigneurie du Québec située dans l'actuelle municipalité régionale de comté d’Argenteuil dans la région administrative des Laurentides au Québec (Canada).

## Géographie
La seigneurie d’Argenteuil prend la forme d'un rectangle dont les dimensions correspondent à 2 lieues de front sur 4 lieues de profondeur sur la rive gauche de la rivière des Outaouais en amont du lac des Deux Montagnes aux points de confluence de la rivière du Nord et de la rivière Rouge. La seigneurie comprend explicitement les îles et battures de l’Outaouais, y compris l’île appelée Carion, aujourd’hui Carillon. La seigneurie est limitrophe de la seigneurie du Lac-des-Deux-Montagnes à l’est et de la seigneurie de Bellefeuille au nord; elle est la seigneurie de la Nouvelle-France la plus occidentale sur la rive nord de l’Outaouais. La seigneurie de Rigaud, sise sur la rive opposée, est concédée 50 ans plus tard. La seigneurie d’Argenteuil couvre une superficie de 54 000 acres. Le territoire de la seigneurie se trouve dans les basses terres du Saint-Laurent, dont le relief plat, aux sols fertiles, est ponctué de collines. Ce relief plat se situe au pied du bouclier canadien, alors dans les Pays-d'en-Haut .

## Histoire
L'intendant Jacques Duchesneau de la Doussinière et d'Ambault fait la promesse de concession de la seigneurie à Charles-Joseph d'Ailleboust des Musseaux en 1680. L’octroi de la concession se fait en 1682 par le gouverneur Louis de Buade de Frontenac. En 1697, Ailleboust vend la seigneurie à son fils Pierre, qui donne à la seigneurie le nom d’Argenteuil.

## Seigneurs
| Période   | Seigneur |
| --------- | --- |
| 1682-1697 | Charles-Joseph d'Ailleboust des Musseaux |
| 1697-1711 | Pierre d’Ailleboust |
| 1711-?    | Marie-Louise Denys de La Ronde |
| ?-1781    | Paul-Alexandre d'Ailleboust de Cuizy, Jean d'Ailleboust d'Argenteuil, Louise Margane de Lavaltrie, Pierre Margane de Lavaltrie, et Jean-Baptiste-Charles d'Estimauville de Beaumouchel |
| 1781-1800 | Pierre-Louis Panet |
| 1800-1830 | John Johnson |
| 1830-1864 | Charles Christopher Johnson |
| 1864-     | Succession de Charles Christopher Johnson |